# Paternosterverk
För hisstypen, se Paternosterhiss.

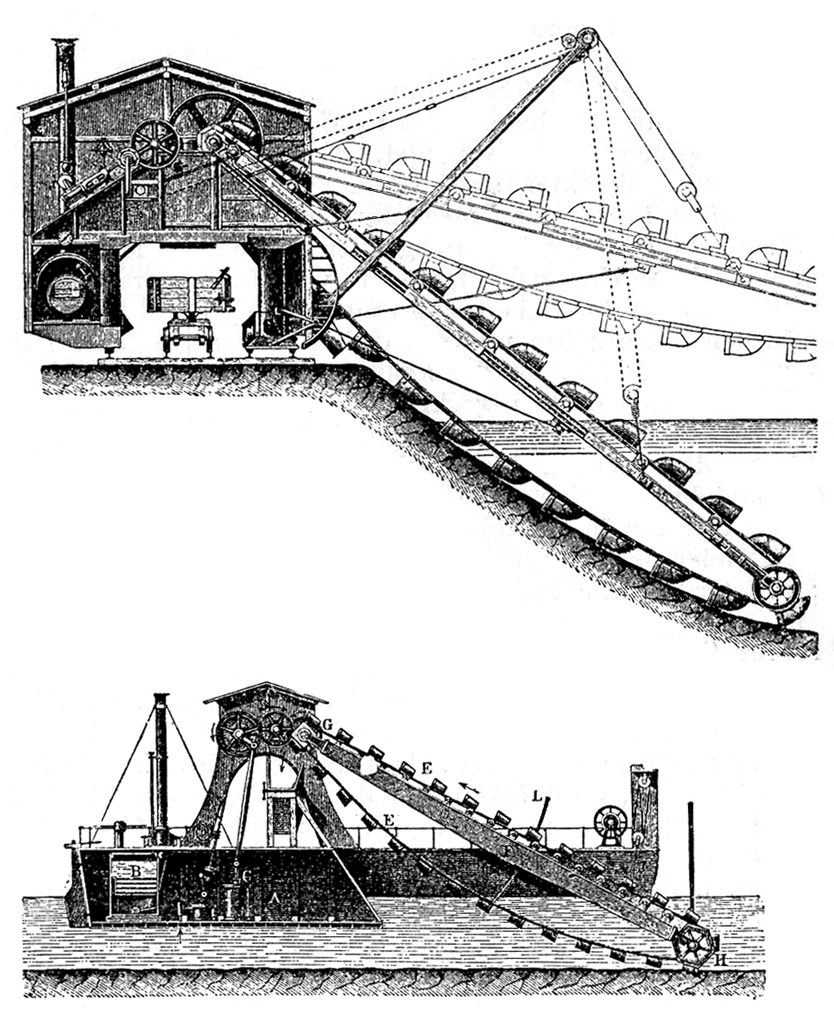
Exempel på mudderverk från förra sekelskiftet med skopor i ändlös slinga.

Ett paternosterverk är en typ av pump eller grävmaskin bestående av skopor jämnt fördelade på ett kontinuerligt gående ändlöst band eller kedja. Konstruktionen gör att flödet av uppskopat material — på samma sätt som archimedesskruven — är tämligen konstant. Som uppfordringsanordning fungerar det bäst om materialet som skall flyttas gör svagt motstånd vid grävningen.
Namnet kommer från att verkets skopor liknar kulorna uppträdda på ett snöre i ett radband och att radband bland annat kallas ”paternoster”  efter den kristna bönen Fader vår (Pater noster på latin).
Det tyska namnet Eimerkettenbagger, är mera beskrivande då det betyder hink-kedje-grävmaskin.
Paternosterverk används i lager för att lagra mindre artiklar så som muttrar och skruvar. Paternosterverk är dessutom effektivt för att automatisera ett lager och på så sätt få fram artiklar snabbt.